# Vilar Maior
Vilar Maior ist ein Ort und eine ehemalige Gemeinde (Freguesia) im portugiesischen Kreis Sabugal. Die Gemeinde hatte 121 Einwohner (Stand 30. Juni 2011).
Am 29. September 2013 wurden die Gemeinden Vilar Maior, Badamalos und Aldeia da Ribeira zur neuen Gemeinde União das Freguesias de Aldeia da Ribeira, Vilar Maior e Badamalos zusammengeschlossen. Vilar Maior ist Sitz dieser neu gebildeten Gemeinde.